# Satoshi Ōno
 (novembre 2007).
Améliorez-le ou discutez des points à vérifier. 
Pour les articles homonymes, voir Ono.
Satoshi Ohno (大野智, Ōno Satoshi), né le 26 novembre 1980 à Mitaka, est un membre et le leader du groupe d'idoles Japonais Arashi, dirigé par la compagnie Johnny & Associates. Il a rejoint les Johnny's le 16 octobre 1994 à l'âge de treize ans et commença en tant que Johnny's junior. Il a fait ses débuts en tant que membre du groupe Arashi le 15 septembre 1999, à Hawaï avec Jun Matsumoto, Kazunari Ninomiya, Masaki Aiba et Shō Sakurai.

## Biographie
- Ohno déclare qu'il doit sa motivation pour rentrer dans la Johnny's & Associates à sa mère, qui l'a convaincu d'envoyer son CV en lui disant que "de doute façon ce n'est pas pour ça qu'ils le laisseront la rejoindre". Plus tard durant l'audition, Ohno raconte qu'il ne suivait pas le chorégraphe et qu'il s'était placé à l'arrière, presque au fond de la salle faisant des signes à sa mère à travers la fenêtre. Le président Johnny Kitagawa, l'attrapa et le gronda, lui disant d'aller devant et de danser. Ohno dansa alors plutôt bien à la plus grande surprise du président.
- Il doit sa position de Leader d'Arashi à une émission de télé (Shownen Time). Pendant l'émission, un des présentateurs (Higashiyama Noriyuki) a demandé qui pourrait être le leader et quatre des membres ont répondu Ohno tandis que lui a proposé Sho. Ils ont alors joué au janken pour décider et Ohno a gagné la partie et donc le titre de leader. Cependant pour lui c'est plus un surnom qu'un rôle.

- Ohno chante le plus souvent dans les chansons d'Arashi et chante aussi les parties les plus dures, ayant acquis de l'expérience sur scène depuis son plus jeune âge. Beaucoup de ses kouhais (membres de la Johnny's Entertainment ayant un niveau plus bas) vont le voir pour avoir des conseils sur la manière de jouer dans les pièces de théâtre, dans lesquels il est déjà un vétéran, même depuis avant les débuts d'Arashi.

- Il a aussi fait partie de Ohmiya SK, un groupe comique formé avec Kazunari Ninomiya. Le duo est apparu pour la première fois en 2002, lors d'un concert durant la pause.Ils décidèrent de réapparaître malgré le désaccord de Johnny-san déclarant qu'il était dommage de dépenser de l'argent pour des costumes qui seraient inutilisés. L'Ohmiya SK a reçu l'accord des fans convaincant ainsi Johnny-san de les autoriser à continuer. Il s'est cependant arrêté en 2007 car Taka (Ohno) était tombé "enceinte".
- Il est aussi connu en tant qu'artiste et à même tenu une exposition (FREESTYLE) du 21 au 29 février 2008. Il a aussi dessiné les T-shirts des 24HTV de 2012 et 2013 en collaboration avec deux autres artistes, Yoshitomo Nara pour celui de 2012 et Yayoi Kusama pour celui de 2013. Petite anecdote : il a dessiné le design du T-shirt de 2013 pendant son voyage à Paris car il devait le rendre le jour de son retour.
- Depuis 2008, il a obtenu le rôle principal dans plusieurs dramas, le premier Maou (2008) puis Uta No Onii-san (2009) dont il chante le générique, Kaibutsu-kun (2010) dont il reprend le générique de la version animée en tant qu'insert song, Kagi no Kakatta Heya (2012) et Shinigami-kun (2014).
- Il est reconnu comme étant un excellent danseur, chorégraphiant ses solos pour chaque concert et parfois des chansons de groupe (Ready to Fly, Carnival Night Part2, Everybody Zenshin, Wave, Negai, Tokei Jikake no Umbrella, Truth (version Arafes 2012), Up to you, Super Fresh, Cosmos, Tsuite Oide, Sayonara no Ato de et Bittersweet.)
- Ils sont, avec Sho, les deux seuls membres à avoir eu une tournée de concerts solos. La sienne s'appela : Solo concert Extra Storm in Winter'06 "2006×Otoshidama/Arashi=3104yen (Satoshi) (ソロコンサートExtra Storm in Winter '06 "2006×お年玉/嵐=3104円（サトシ）) et se déroula du 29.01 au 26.02.2006.
- En 2019, le groupe Arashi annonce qu'il partira en pause à la fin de l'année 2020. C'est Ohno qui est à l'origine de ce choix. Il déclare « avoir envie de vivre librement »[1]. Les autres membres le soutiennent dans son choix et tiennent cependant à insister sur le fait que c'est une décision commune.

## Séries télévisées
- Sekai Ichi Muzukashii Koi (世界一難しい恋) - Reiji Samejima (NTV, 2016)
- Shinigami-kun (死神くん) - Shinigami n°413 (TV Asahi, 2014)
- Kagi no Kakatta Heya SP (鍵のかかった部屋 SP) - Enomoto Kei (Fuji TV, 2014)
- Kyou no Hi wa Sayonara (今日の日はさようなら) - Fujioka Kouta (NTV, 2013)
- Papadol ! (パパドル！) - Lui-même (TBS, 2012, ep01)
- Kagi no Kakatta Heya - (鍵のかかった部屋) Enomoto Kei (Fuji TV, 2012)
- Mou Yuukai Nante Shinai (もう誘拐なんてしない) - Tarui Shotaro (Fuji TV, 2012)
- Kaibutsu-kun Kanzen Shinsaku Special (怪物くん完全新作スペシャル！！) - Kaibutsu Tarou (NTV, 2011)
- Yonimo Kimyona Monogatari - Hajime no ippo (世にも奇妙な物語「はじめの一歩」) - Shinozaki Hajime (Fuji TV, 2010)
- Kaibutsu-kun SP (en) (怪物くん SP) - Kaibutsu Taro (NTV, 2010)
- Kaibutsu-kun (怪物くん) - Kaibutsu Taro (NTV, 2010)
- Tokujo Kabachi !! (特上カバチ!!) - Honda Shuhei (Fuji TV, 2010, ep10)
- Saigo no Yakusoku (最後の約束) - Satoru Mashiko (Fuji TV, 2010)
- 0 Goshitsu no Kyaku (0号室の客) - Matsuda Hiroyuki (Fuji TV, 2009, ep01 à 04)
- Uta no Onii-san (歌のおにいさん) - Yano Kenta (TV Asahi, 2009)
- Maou - (魔王) Naruse Ryo (TBS, 2008)
- Le Fabuleux Destin de Taro Yamada (山田太郎ものがたり) (TBS, 2007, ep10)
- Gekidan Engimono "Katte ni Nostalgia" (劇団演技者。「勝手にノスタルジー」) - Okinoshima Junji (Fuji TV, 2004)
- Yon-bun no Ichi no Kizuna (四分の一の絆) - Naoya Suzuki (TBS, 2004)
- Yoiko no Mikata (よい子の味方) (NTV, 2003, ep6)
- Engimono "Mitsuo" (演技者。「ミツオ」) - Le troisième fils (Fuji TV, 2002)
- Shounen Taiya Aoki-san Uchi no Oku-san (少年タイヤ 青木さん家の奥さん) (Fuji TV, 2002)
- SPEED STAR - Sakurai Hiroshi (NTV, 2001)
- Shijou Saiaku no Deeto (史上最悪のデート) - Kudo Tatsuya (NTV, 2000, ep4)
- V no Arashi (Vの嵐) - Lui-même (Fuji TV, 1999)

## Films
- Pika☆★☆nchi LIFE IS HARD Tabun HAPPY (ピカ☆★☆ンチ LIFE IS HARD たぶんHAPPY) - Kida Haruhiko / Haru (2014)
- Kaibutsu-kun, Le Film (映画　怪物くん) - Kaibutsu Tarou (2011)
- Kiiroi Namida (黄色い涙) - Kei Shimokawa (2007)
- Pika☆☆nchi LIFE IS HARD Dakara HAPPY (ピカ☆☆ンチ　LIFE IS HARD だから HAPPY) - Kida Haruhiko / Haru (2004)
- Pika☆nchi LIFE IS HARD Dakedo HAPPY (ピカ☆ンチ　LIFE IS HARD だけど HAPPY) - Kida Haruhiko / Haru (2002)
- 2017 : Shinobi no Kuni : Mumon

## Récompenses et Nominations
- 2013 : 16th Nikkan Sports Annual Drama Grand Prix : Meilleur acteur (Kagi no Kakatta Heya) Reçu
- 2013 : 9th Annual TV Navi Drama Awards : Meilleur Acteur (Kagi no Kakatta Heya) Reçu
- 2011 : GQ Japan Men of the Year 2011 Awards : GQ l'homme de l'année 2011. Reçu
- 2010 : 14th Nikkan Sports Drama Grand Prix : Meilleur acteur (Kaibutsu-kun) Reçu
- 2010 : 60th Television Drama Academy Awards : Meilleur acteur (Kaibutsu-kun) Reçu
- 2009 : 60th Television Drama Academy Awards : Meilleur générique (Kumori Nochi, Kaisei) (Uta no Onii-san) Reçu
- 2009 : 60th Television Drama Academy Awards : Meilleur acteur (Uta no Onii-san) Nommé
- 2009 : 18th Annual TV Life Awards : Meilleur acteur (Maou) Reçu
- 2008 : 12th Nikkan Sports Drama Grand Prix (été) : Meilleur acteur (Maou) Reçu
- 2008 : 12th Nikkan Sports Annual Drama Grand Prix : Meilleur acteur (Maou) Reçu
- 2008 : 58th Television Drama Academy Awards : Meilleur acteur (Maou) Nommé
- 2009 : 5th Annual TV Navi Drama Awards : Meilleur acteur (Maou) Reçu

## Émissions télévisées
- Subete wa Yume o Todokeru Tame ni 〜 Walt Disney Sōzō no Kiseki 〜 (すべては夢を届けるために〜ウォルト・ディズニー 創造の軌跡〜) - (NHK, 22.08.2012 et 07.10.2012)
- Jakuchu Miracle World (若冲ミラクルワールド) - (NHK BS, 16,25,26,27,28.04.2011)

## Émission de radio
- Arashi Discovery (嵐 Discovery) (Du Lundi au Vendredi à 06h45 -heure japonaise- sur FM Yokohama) (01.10.2002 - De nos jours.)

## Pièces de théâtre
- Show Geki'97 Mask (SHOW劇'97 MASK) (Du 06 au 27.12.1997)
- Johnny's Fantasy ~ Kyo to Kyo (ジャニーズ・ファンタジー KYO TO KYO) (Du 07.08 au 10.12.1997 et du 18.04 au 29.11.1998)
- Johnny's Fantasy ~ Kyo to Kyo ~ All Johnny's Jr. Kouen (ジャニーズ・ファンタジー KYO TO KYO オールジャニーズJr.公演) (29.08, 07.09 et 26.10.1997)
- Show Geki'99 Mask (SHOW劇'99 MASK) (de janvier à février 1999)
- Shōnen-tai Musical Playzone'99 Good bye & Hello (少年隊ミュージカル PLAYZONE'99 Good bye & Hello) (Du 11.07 au 04.08.1999)
- Shōnen-tai Musical Playzone 2001 "Shinseki" Emotion (少年隊ミュージカル PLAYZONE2001"新世紀"EMOTION) - Kare (Du 14.07 au 17.08.2001)
- Sengokupuu (センゴクプー) - Fusuke (Du 11.04 au 11.05.2003)
- True West - Austin (Du 02 au 30.05.2004)
- West Side Story - Riff (Du 04.12.2004 au 09.01.2005)
- Bakumatsu Banpuu (幕末蛮風) - Okita Soji (Du 03.10 au 01.11.2005)
- Tensei Kunpuu (転世薫風) - Kazemine Kaoru (Du 02 au 28.12.2006)
- Amatsukaze (天つ風) - Nagi (Du 21.03 au 28.04.2008)

## Chansons Solos
- Cool (Kyo to Kyo, 1997 et Arashi First Concert 2000 - Suppin Arashi)
- Asahi wo Mi ni Ikou Yo (Arashi First Concert 2000 - Suppin Arashi)
- Open Arms (Arashi Spring Concert 2001 - Arashi Ga Haru No Arashi Wo Yobu Concert)
- Deep Sorrow (Shōnen-tai Musical Playzone 2001 "Shinseki" Emotion et Solo concert Extra Storm in Winter'06 "2006×Otoshidama/Arashi=3104yen (Satoshi))
- Bite The Love (Arashi All Arena Tour 2001-2002 - Join The Storm)
- All My Love (Arashi Summer Concert 2002 - Here We Go)
- So-So-So (Arashi Summer Concert 2003 - How's It Going)
- Top Secret (Arashi Summer Concert 2004 – Iza Now ! Tour)
- Rain (One, 2005)
- Song For Me (Time, 2007)
- Take me Faraway (Dream 'A' Live, 2008)
- Shizuka na Yoru ni (Boku no Miteiru Fuukei, 2010)
- Yukai Tsukai Kaibutsu-kun (ARASHI 10-11 TOUR "Scene" ~Kimi to Boku no Miteiru Fuukei~)
- Hung Up on (Beautiful World, 2011)
- Two (Popcorn, 2012)
- Hit the Floor (Love, 2013)
- Imaging Crazy (THE DIGITALIAN, 2014)
- Akatsuki (Japonism, 2015)
- Bad Boy (Are You Happy, 2016)

## Livres
- FREESTYLE (artbook, 2008)
- FREESTYLE II (artbook, 2015)